# Fluorid nikličitý
Fluorid nikličitý je anorganická sloučenina s chemickým vzorcem NiF4.

## Příprava
Fluorid nikličitý lze připravit reakcí (XeF5)2NiF6 s AsF5 a K2NiF6 a BF3.

## Vlastnosti
Fluorid nikličitý je extrémně silné oxidační činidlo. Oxidační vlastnosti se zvyšují v přítomnosti Lewisových kyselin v bezvodém fluorovodíku. Jako oxidační činidlo je srovnatelný s fluoridem kryptonatým. Dokáže oxidovat fluorid bromičný na kation hexafluorobromistý (BrF +
6 ) a hexafluoroplatičnan draselný na fluorid platinový.